# 本地人 (香港)
本地人，意思是香港當地居民。
明代之前入居香港地區，歷數代定居開業，落籍新地，遂轉籍廣東省廣州府，今稱廣府人，前英政府及香港政府稱之為「本地人（Punti）」。 清初復界後遷入者，清政府初給予客籍，享開墾者之優惠，即香港新界之「客家人（Hakka）」

## 歷史
香港是一個「移民城市」，最早居民是越人。金朝、元朝時，漢人難民大量南逃，香港是其中一站。香港的圍頭人——侯、鄧、廖、文、彭也是當年南宋難民後代。其他本地人則是不同時期來到香港的漢族移民，很多是廣東四邑籍人士。
第二次世界大戰期間的日佔時期，大量香港人口死亡或逃亡離港，人口由1941年估計的約160萬大跌至1945年的約60萬。
二戰結束後香港重光，其後因第二次國共內戰和中國共產黨建立中華人民共和國等原因，大量中國大陸難民湧入香港，香港人口急增三倍至1947年的約180萬。
香港戰後第一次大規模的香港人口普查為1961年，該次數據顯示香港320萬人口中有一半皆在內地出生，而根據各年齡組別的本地及內地出生人口比例推算，當時有近8成人口為內地移民或內地移民的第二代（即父或母一方為內地移民）。
其後1970年後，中國經歷三反五反運動、大躍進、三年大饑荒、上山下鄉運動、文化大革命等事件，大批內地難民偷渡到香港。
港英政府遂決定實施抵壘政策。但至1970年代末，雖然非法進入香港邊境的內地逃港人士會被逮捕遣返，但仍有許多人成功進入界限街以南並取得香港身份，使得香港人口壓力倍增。港府1980年通過法例終止抵壘政策，並對非法入境者實施「即捕即解政策」。1982年港英政府與中國政府達成協議，議定由內地來港定居者須持中國政府簽發的「單程證」，配額為每日75個加至1995年後的150個。

## 在香港的使用情況
本地人（Punti）已經成為香港法院和其他機關一個常用詞。

## 另見
- 抵壘政策
- 單程證
- 香港居民
- 新界原居民
- 香港新移民
- 香港人
- 香港人口